# Vincent mit l'âne dans un pré (et s'en vint dans l'autre)
Pour plus de détails, voir Fiche technique et Distribution.
Vincent mit l'âne dans un pré (et s'en vint dans l'autre) est un film français réalisé par Pierre Zucca, sorti en 1976.

## Synopsis
Vincent vit avec son père, un sculpteur qui a presque perdu la vue. La situation est de plus en plus pesante pour le jeune homme. Sa petite amie le pousse à quitter le domicile paternel en lui trouvant une chambre à Paris. Vincent accepte. Il s'aperçoit que son père entretient une liaison secrète avec une commissaire-priseur, et commence à avoir des doutes sur sa maladie oculaire. Vincent devient de plus en plus jaloux de Bénédicte, qui multiplie les rendez-vous professionnels avec un éditeur...

## Fiche technique
- Titre original : Vincent mit l'âne dans un pré (et s'en vint dans l'autre)
- Réalisation : Pierre Zucca, assisté de Serge Dubor
- Scénario : Pierre Zucca
- Photographie : Paul Bonis, Alain Lachassagne
- Montage : Nicole Lubtchansky
- Musique : François Rabbath
- Son : Pierre Gamet
- Société de production : Les Films du Tamanoir
- Sociétés de distribution : Parafrance, Les Films du losange
- Pays de production :  France
- Langue originale : français
- Format : couleur (Eastmancolor) - 1,85:1 - Mono - 35 mm
- Genre : comédie dramatique
- Durée : 107 minutes
- Date de sortie : 
  - France : 12 mai 1976

## Distribution
| - Fabrice Luchini : Vincent - Virginie Thévenet : Bénédicte - Michel Bouquet : Pierre Vergne - Bernadette Lafont : Jeanne Dogson - Bernadette Le Saché : la monitrice - Sandy Whitelaw (en) : Jérôme | - Signor Aldrovandi : Rudolf, l'Allemand - Élisabeth Lafont : la pleureuse - Pierre Zucca : le mateur - Pierre Cottrell : un videur - Jean Eustache : un videur - Pauline Lafont : une petite fille - Philippe Léotard: (Non crédité) |

## Autour du film
- Le jardin public en bordure de périphérique, où se donne habituellement rendez-vous le couple, pour faire le point, n’est autre que le parc de la Butte-du-Chapeau-Rouge, dans le dix-neuvième arrondissement de Paris.